# Tinocladia crassa
Tinocladia crassa ist eine marine Braunalgen-Art aus der Familie der Chordariaceae. Auf Japanisch wird sie als futo-mozuku (フトモズク) oder somen-nori bezeichnet und in der japanischen Küche genutzt.

## Synonyme
Das Basionym ist Mesogloia crassa Suringar (1873). Weitere homotypische Synonyme sind Castagnea crassa (Suringar) Kuckuck (1929) und Eudesme crassa (Suringar) Okamura (1935).

## Verbreitung
Die Verbreitung von Tinocladia crassa erstreckt sich vom Iran über China, Korea, Japan, Russland und Australien bis nach Kalifornien. Die Annahme einer nur auf den Pazifischen Ozean beschränkten Verbreitung wurde durch Funde von Tinocladia crassa im Weißen Meer (auf felsigen Oberflächen in einer Tiefe von ein bis zwei Metern und auf Korallenmoos) 2009 widerlegt.

## Beschreibung
Tinocladia crassa wächst in der unteren Gezeitenzone und bis zu etwa fünf Metern Tiefe im Subtidal auf Felsen und Muscheln in weichem Sediment oder Sand, im Japanischen Meer bei Sachalin auch auf Seegräsern. Die Farbe dieser Algenart ist gelblich braun, im Alter sehr oft dunkel. Die soliden säulenförmigen Thalli wachsen aus einer kleinen Scheibe, verjüngen sich nach oben hin und sind glatt, gallertartig und 10 bis 30 Zentimeter lang. Sie verzweigen sich unregelmäßig in alle Richtungen. Die vereinzelt oder dicht stehenden Zweige sind zylindrisch mit einem Durchmesser von einem bis drei Millimetern, verjüngen sich etwas nach oben hin und enden stumpf. Sehr oft sind sie mit spärlichen Zweiglein besetzt, die sich ebenfalls nach oben hin verjüngen können. Die Hauptachse besteht aus vielen Zentralfasern, verflochten mit dünneren Rhizoidalfasern. Die Zellen der Zentralfasern sind zylindrisch und länglich; einige Apikalzellen der Zentralfasern wachsen interkalar. Zwischen der Mark- und der Kortikalschicht befindet sich eine Subkortikalschicht. Die unilokulären Sporangia sind elliptisch; plurilokuläre Sporangien sind unbekannt. Der Lebenszyklus ist direkt, ohne Gametophyten, oder mit heteromorphen Generationswechseln.

## Nutzung und Inhaltsstoffe
In der japanischen Küche wird diese Algenart als futo-mozuku serviert. Sie enthält im Vergleich zu anderen Algenarten wenig Protein, relativ wenige freie Aminosäuren und Polysaccharose sowie sehr wenige Uronsäuren. Die vegetativen Zellen von Tinocladia crassa enthalten Pyrenoide.